# Diótörő és Egérkirály
A Diótörő és Egérkirály (németül: Nußknacker und Mausekönig) E. T. A. Hoffmann porosz író 1816-ban, Berlinben megjelent műve. A mesében Marie kedvenc játékbabája, a Diótörő megelevenedik, és miután legyőzi a gonosz Egérkirályt és hadseregét, elviszi őt a babák varázslatos királyságába. Miután Marie szerelmet vall neki, a Diótörő egy daliás királyfivá változik, és feleségül veszi.
Népszerű és ismert karácsonyi mese, történetét több zenemű és film is feldolgozta.

## Keletkezése
A tündérmesében szereplő testvérpárt, Mariet és Fritzet (a magyar fordításban Marika és Frici) a szerző egyik barátja, Julius Eduard Hitzig gyermekeiről, Claráról és Friedrichről mintázta. Hitzig idősebb lánya, Eugenie is feltűnik mint Luise (Lujza), a gyermekek nővére.
Számos alkalommal feldolgozták (zeneművek, animációs és élőszereplős filmek), magyarul is több fordítást és kiadást megért. Néhány későbbi adaptációban Marie nevét Clarára változtatták. A diótörő és a négy birodalom című filmben Clara a néhai Marie lánya.

## Cselekménye
Marie és Fritz, Stahlbaum egészségügyi főtanácsos legkisebb gyermekei karácsonyestén számos ajándékot kapnak. A legérdekesebb Drosselmeier keresztapjuk mechanikus babaháza, melyben mozognak a figurák, ám azt a gyermekek nem értékelik. Marie felfedez egy diótörőt az ajándékok között és nagyon megtetszik neki. Testvére, Fritz a legkeményebb diókat töri fel vele, és végül a baba szerkezete megsérül, Marie pedig szomorú lesz és ápolni kezdi a babát. Mikor eljön a lefekvés ideje, a gyermekek a nappali vitrinjébe teszik a játékokat, ám Marie még fennmarad egy ideig, és egy látomása van, melyben a hétfejű Egérkirály által vezérelt egérhadsereg összecsap Fritz huszáraival. Az egerek lerohanják a huszárokat, azonban Marie közéjük vágja papucsát, mire azok visszavonulnak. Marie elájul és a vitrin üvegének esve megsebesül.
A felnőttek nem hiszik el a történetet, azonban Drosselmeier keresztapa elmond egy mesét Pirlipát hercegnőről és Egérfül boszorkáról (Prinzess Pirlipat és Frau Mauserink). Egérfül megette a szalonnát, mire Pirlipát apja, a király igen dühös lett, és megkérte udvari feltalálóját, akit történetesen szintén Drosselmeiernek hívtak, hogy készítsen csapdákat az egereknek. A feltaláló csapdái megölték Egérfül kölykeit, mire Egérfül bosszúból csúnyává változtatta Pirlipátot. A király Drosselmeiert hibáztatta, és négy hetet adott neki, hogy találjon gyógymódot. A feltaláló kikérte az udvari csillagjós véleményét, aki szerint úgy lehet meggyógyítani a hercegnőt, ha megetetik vele a Krakatuk-dió belét, és azt egy olyan embernek kell feltörnie, aki sosem borotválkozott és nem viselt csizmát, a dió magvát pedig lehunyt szemmel kell átnyújtania, és utána hét lépést kell tegyen hátrafelé, botlás nélkül. A király Pirlipát kezét ígérte annak, aki ilyen módon meg tudja törni az átkot. Végül a Krakatuk-diót Drosselmeier unokatestvérének, egy nürnbergi bábkészítőnek a birtokában találták, és az ő fiáról kiderült, hogy fel tudja törni azt. Az unokaöcs feltörte a diót és átadta Pirlipátnak, aki újra gyönyörű lett, a fiú viszont a hetedik lépésénél rátaposott Egérfülre és megbotlott, mire az átok rászállt, és nagy fejet, széles vigyorgó szájat és vattás szakállat kapott, egyszóval diótörő-figura lett belőle. A háládatlan Pirlipát nem volt hajlandó feleségül menni a fiúhoz, és elüldözte a kastélyból.
Az egerek közben elözönlik a Stahlbaum-házat, és az Egérkirály, a néhai Egérfül fia felfalja Marie marcipánbábjait és mézeskalácsait, és mind többet követel. Végül Diótörő megelevenedik, szerez egy kardot Fritz egyik huszárjától és megöli az Egérkirályt, utána pedig elviszi Mariet egy utazásra Babaországba. Drosselmeier keresztapa meghagyja a lánynak, hogy ne beszéljen a felnőtteknek kalandjairól.
Marie egy nap a vitrin előtt egy széken állva a diótörőt nézegeti, és megesküszik a fiúnak, hogy ha tényleg valóságos lenne, soha nem viselkedne úgy, mint Pirlipát, és szeretni fogja, bárhogyan is nézzen ki. Ekkor elájul és leesik a székről. Az anyja bejön és elmondja neki, hogy Drosselmeier unokaöccse megérkezett Nürnbergből. Az unokaöcs félrevonja a lányt, és elmondja neki, hogy szavaival megtörte az átkot, és újra emberré tette. Megkéri Marie kezét, összeházasodnak és a babák országába, a Marcipán-palotába költöznek, mint az ország királyi párja.

## Feldolgozások, változatok
- Alexandre Dumas 1844-ben feldolgozta a történetet Histoire d'un casse-noisette címmel.
- Carl Reinecke zeneszerző 1855 körül nyolc zenedarabot komponált a történet alapján.[4] A zenedarabokat narrációval adták elő, melyek a történet rövid adaptációját képezték.[5]
- 1892-ben A diótörő címmel Pjotr Iljics Csajkovszkij színpadi művet komponált. Alapjául az 1844-es Dumas-féle változat szolgált.[6]
- Számos filmadaptáció készült, lásd: Diótörő (egyértelműsítő lap).

Magyarul legelőször 1924-ben jelent meg, Juhász Andor fordításában.[forrás?]

## Külső hivatkozások
- A mese szövege magyarul. mek.oszk.hu. (Hozzáférés: 2021. december 16.)
- A mese szövege németül. uni-frankfurt.de. (Hozzáférés: 2021. december 16.)